# Zakir Husain
Zakir Husain ( Hyderabad, Telangana, 8 de febrero de 1897 – 3 de mayo de 1969) fue el tercer presidente de India. Fue el primer presidente musulmán de la nación india y también el primero en morir en el cargo. Zahir Husain fue el presidente de la India con menos tiempo en el cargo. Anteriormente fue segundo vicepresidente de India y gobernador de Bihar. Zakir Husain también fue cofundador de Jamia Milia Islamia, de la que fue vicecanciller. Bajo Husain, Jamia se acercó al movimiento de liberación indio.

## Trayectoria
Zakir Husain nació en Hyderabad, Telangana el 8 de febrero de 1897. Se convirtió en gobernador de Bihar entre 1957 y 1962. Más tarde se convirtió en el segundo vicepresidente de la India, tras la presidencia de Sarvepalli Radhakrishnan. Ocupó el cargo desde el 13 de mayo de 1962 hasta el 12 de mayo de 1967. El 13 de mayo de 1967 fue elegido tercer presidente de la India después de Sarvepalli Radhakrishnan. Fue el primer presidente musulmán de la India, pero su mandato duró poco. Murió en Nueva Delhi el 3 de mayo de 1969 y se convirtió en el primer presidente indio en morir en el cargo.